# Baron Burnell
Baron Burnell war ein erblicher britischer Adelstitel, der zweimal in der Peerage of England verliehen wurde.

## Verleihungen
Der Titel wurde erstmals am 19. Dezember 1311 für Edward Burnell geschaffen, indem dieser von König Eduard I. durch Writ of Summons ins königlichen Parlament berufen wurde. Sein Titel erlosch bereits 1315, als er kinderlos starb.
Am 25. November 1350 wurde der Titel, ebenfalls als Barony by writ, durch König Eduard III. für Nicholas Burnell neu geschaffen. Er war ein Sohn der Schwester des Barons erster Verleihung Maud Burnell aus deren Ehe mit John de Haudlo, hatte über seine Mutter die ehemaligen Ländereien des Barons geerbt und deshalb 1348 dessen Familiennamen Burnell angenommen. Beim Tod von dessen Sohn, dem 2. Baron, am 27. November 1420 fiel der Titel in Abeyance zwischen den drei Töchtern von dessen bereits 1415 verstorbenem Sohn Edward Burnell.

## Liste der Barone Burnell

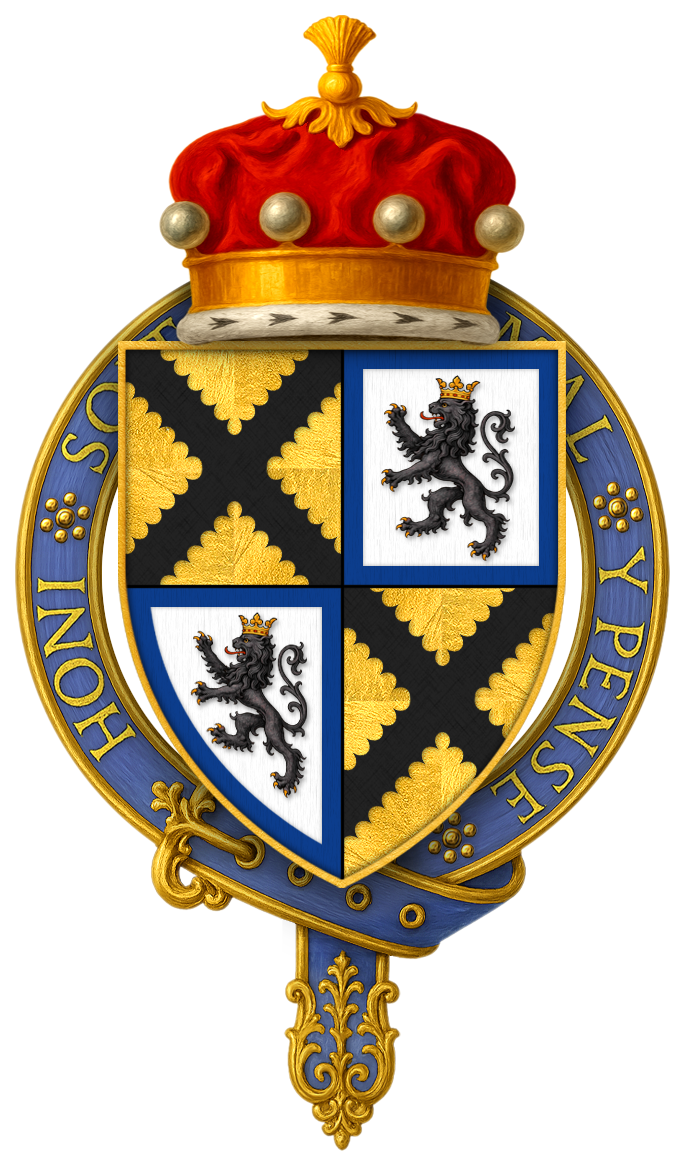
Wappen des Hugh Burnell, 2. Baron Burnell

### Barone Burnell, erste Verleihung (1311)
- Edward Burnell, 1. Baron Burnell (um 1282–1315)

### Barone Burnell, zweite Verleihung (1350)
- Nicholas Burnell, 1. Baron Burnell (um 1323–1383)
- Hugh Burnell, 2. Baron Burnell (um 1347–1420) (Titel abeyant 1420)